# Oxford Dictionary of Byzantium
L'Oxford Dictionary of Byzantium (souvent abrégé en ODB) est un dictionnaire historique en trois volumes qui comprend un ensemble d'entrées sur l'Empire byzantin. Il est publié en anglais par Oxford University Press. Rédigé sous la direction d'Alexander Kazhdan, sa première publication remonte à 1991. Kazhdan enseignait à l'université de Princeton avant d'être nommé chercheur associé senior à Dumbarton Oaks, Washington, DC, poste qu'il a occupé jusqu'à sa mort. Il a rédigé plusieurs articles de l'ODB et signait des initiales « A.K. » les articles où il avait contribué.

## Description
Le dictionnaire est publié aux formats papier et sur le Web via Oxford Reference Online. Il couvre les évènements historiques majeurs de l'Empire byzantin, ainsi que les évènements sociaux et religieux d'importance. Il comprend aussi des biographies de personnalités politiques et littéraires. Il s'attache également à décrire des sujets religieux, sociaux, culturels, légaux et politiques. Les sujets culturels couvrent la musique, la théologie et les arts visuels. Les autres sujets couverts sont : art de la guerre, démographie, éducation, agriculture, commerce, science, philosophie et médecine. L'ODB offre une perspective étendue et cohérente sur les structures politiques et sociales de la société byzantine, siège de systèmes complexes et avancés. 